# UEFA Europa League 2021–22
UEFA Europa League 2021–22 là mùa giải thứ 51 của giải đấu bóng đá cấp câu lạc bộ hạng hai của châu Âu do UEFA tổ chức, và là mùa giải thứ 13 kể từ khi giải được đổi tên từ Cúp UEFA thành UEFA Europa League.
Eintracht Frankfurt đánh bại Rangers trong trận chung kết được diễn ra tại Sân vận động Ramón Sánchez Pizjuán ở Seville, Tây Ban Nha với tỷ số 5–4 trên chấm luân lưu sau khi hòa 1–1 sau hiệp phụ, vô địch giải đấu lần đầu tiên trong lịch sử câu lạc bộ. Trận đấu ban đầu dự kiến được diễn ra tại Sân vận động Puskás ở Budapest, Hungary. Tuy nhiên, do việc hoãn và dời địa điểm của trận chung kết năm 2020, các địa điểm đăng cai trận chung kết bị dời lại một năm, với Budapest thay vào đó tổ chức trận chung kết năm 2023. Với tư cách là đội vô địch, Eintracht Frankfurt tự động lọt vào vòng bảng UEFA Champions League 2022-23, và cũng giành quyền thi đấu với Real Madrid, đội vô địch của UEFA Champions League 2021-22 trong trận Siêu cúp châu Âu 2022.
Mùa giải này là lần đầu tiên kể từ 1998-99 (mùa giải cuối cùng mà UEFA Cup Winners' Cup được diễn ra) mà ba giải đấu cấp câu lạc bộ châu Âu lớn (UEFA Champions League, UEFA Europa League, và giải đấu mới được hình thành UEFA Europa Conference League) được tổ chức bởi UEFA, và là lần đầu tiên mà Europa League (trước đây là Cúp UEFA) là giải đấu hạng hai trong số ba giải. Vì thế, những sự thay đổi lớn về thể thức của Europa League được áp dụng. Số đội ở vòng bảng được giảm từ 48 xuống còn 32 đội, và số đội tham dự ở vòng loại cũng được giảm xuống đáng kể. Vòng đấu đầu tiên của vòng đấu loại trực tiếp bây giờ cũng chỉ bao gồm đội nhì bảng và đội đứng thứ ba Champions League, còn đội nhất bảng vào thẳng vòng 16 đội.
Với tư cách là đương kim vô địch của Europa League, Villarreal lọt vào UEFA Champions League 2021-22. Họ không thể bảo vệ danh hiệu do họ đã đi tiếp vào vòng đấu loại trực tiếp Champions League.
Vào ngày 24 tháng 6 năm 2021, UEFA chấp thuận đề xuất bỏ luật bàn thắng sân khách khỏi tất cả các giải đấu cấp câu lạc bộ UEFA, vốn đã tồn tại từ năm 1965. Theo đó, nếu ở thể thức hai lượt, hai đội có tổng tỉ số bằng nhau, đội thắng của cặp đấu không còn được xác định bằng số bàn thắng sân khách ghi được bởi mỗi đội mà sẽ bước vào 30 phút của hiệp phụ, và nếu hai đội ghi số bàn thắng bằng nhau ở hiệp phụ, đội thắng được xác định bằng loạt sút luân lưu.

## Phân bố đội của hiệp hội
Tổng cộng có 58 đội từ 31 đến 36 trong số 55 hiệp hội thành viên UEFA dự kiến tham dự ở UEFA Europa League 2021-22. Trong số đó, 16 hiệp hội có các đội lọt vào Europa League trực tiếp, trong khi đối với 39 hiệp hội còn lại mà không có đội nào lọt vào trực tiếp, từ 15 đến 20 hiệp hội trong số đó có thể có các đội thi đấu sau khi được chuyển qua từ Champions League (hiệp hội thành viên duy nhất không thể có đội tham dự là Liechtenstein, do không tổ chức giải vô địch quốc gia, và chỉ có đội vô địch cúp quốc gia tham dự vào Europa Conference League dựa trên thứ hạng hiệp hội của họ). Thứ hạng hiệp hội dựa trên hệ số hiệp hội UEFA được sử dụng để xác định số đội tham dự cho mỗi hiệp hội:
- Các hiệp hội 1–5 có 2 đội lọt vào.
- Các hiệp hội 6–15 có 1 đội lọt vào.
  - Vì suất của đội đương kim vô địch UEFA Europa Conference League không được sử dụng mùa giải này, hiệp hội 16 có một đội chuyển lên từ Europa Conference League đến Europa League, nên họ cũng có một đội lọt vào.
- Hơn nữa, 37 đội bị loại từ UEFA Champions League 2021-22 được chuyển qua Europa League.
- Ở các mùa giải sau, đội đương kim vô địch của UEFA Europa Conference League sẽ được thêm một suất tham dự bổ sung vào Europa League. Tuy nhiên, suất này không được sử dụng cho mùa giải này vì mùa giải đầu tiên của UEFA Europa Conference League chưa được tổ chức.

### Thứ hạng hiệp hội
Đối với UEFA Europa League 2021-22, các hiệp hội được phân bố vị trí dựa theo hệ số hiệp hội UEFA năm 2020, tính đến thành tích của họ ở các giải đấu châu Âu từ mùa giải 2015-16 đến 2019-20.
Ngoài việc phân bố dựa trên hệ số hiệp hội, các hiệp hội có thể có thêm đội tham dự Europa League, như được ghi chú dưới đây:
- (UCL) – Các đội bổ sung được chuyển qua từ UEFA Champions League

| Hạng | Hiệp hội     | Hệ số   | Số đội | Ghi chú  |
| ---- | ------------ | ------- | ------ | -------- |
| 1    | Tây Ban Nha  | 102.283 | 2      | +2 (UCL) |
| 2    | Anh          | 90.462  | 2      |          |
| 3    | Đức          | 74.784  | 2      | +2 (UCL) |
| 4    | Ý            | 70.653  | 2      | +1 (UCL) |
| 5    | Pháp         | 59.248  | 2      | +1 (UCL) |
| 6    | Bồ Đào Nha   | 49.449  | 1      | +1 (UCL) |
| 7    | Nga          | 45.549  | 1      | +2 (UCL) |
| 8    | Bỉ           | 37.900  | 1      | +1 (UCL) |
| 9    | Ukraina      | 36.100  | 1      |          |
| 10   | Hà Lan       | 35.750  | 1      | +1 (UCL) |
| 11   | Thổ Nhĩ Kỳ   | 33.600  | 1      | +1 (UCL) |
| 12   | Áo           | 32.925  | 1      | +1 (UCL) |
| 13   | Đan Mạch     | 29.250  | 1      | +2 (UCL) |
| 14   | Scotland     | 27.875  | 1      | +2 (UCL) |
| 15   | Cộng hòa Séc | 27.300  | 1      | +2 (UCL) |
| 16   | Síp          | 26.750  | 1      | +1 (UCL) |
| 17   | Thụy Sĩ      | 26.400  | 0      |          |
| 18   | Hy Lạp       | 26.300  | 0      | +1 (UCL) |
| 19   | Serbia       | 25.500  | 0      | +1 (UCL) |

| Hạng | Hiệp hội      | Hệ số  | Số đội | Ghi chú  |
| ---- | ------------- | ------ | ------ | -------- |
| 20   | Croatia       | 24.875 | 0      | +1 (UCL) |
| 21   | Thụy Điển     | 22.750 | 0      |          |
| 22   | Na Uy         | 21.750 | 0      |          |
| 23   | Israel        | 19.625 | 0      |          |
| 24   | Kazakhstan    | 19.250 | 0      | +1 (UCL) |
| 25   | Belarus       | 18.875 | 0      |          |
| 26   | Azerbaijan    | 18.750 | 0      | +1 (UCL) |
| 27   | Bulgaria      | 17.375 | 0      | +1 (UCL) |
| 28   | Romania       | 16.700 | 0      | +1 (UCL) |
| 29   | Ba Lan        | 16.625 | 0      | +1 (UCL) |
| 30   | Slovakia      | 15.875 | 0      | +1 (UCL) |
| 31   | Liechtenstein | 13.500 | 0      |          |
| 32   | Slovenia      | 13.000 | 0      | +1 (UCL) |
| 33   | Hungary       | 12.875 | 0      | +1 (UCL) |
| 34   | Luxembourg    | 8.000  | 0      |          |
| 35   | Litva         | 7.875  | 0      | +1 (UCL) |
| 36   | Armenia       | 7.625  | 0      | +1 (UCL) |
| 37   | Latvia        | 7.625  | 0      |          |

| Hạng | Hiệp hội              | Hệ số | Số đội | Ghi chú  |
| ---- | --------------------- | ----- | ------ | -------- |
| 38   | Albania               | 7.375 | 0      |          |
| 39   | Bắc Macedonia         | 7.375 | 0      |          |
| 40   | Bosnia và Herzegovina | 6.875 | 0      |          |
| 41   | Moldova               | 6.750 | 0      | +1 (UCL) |
| 42   | Cộng hòa Ireland      | 6.700 | 0      |          |
| 43   | Phần Lan              | 6.500 | 0      | +1 (UCL) |
| 44   | Gruzia                | 5.750 | 0      |          |
| 45   | Malta                 | 5.750 | 0      |          |
| 46   | Iceland               | 5.375 | 0      |          |
| 47   | Wales                 | 5.000 | 0      |          |
| 48   | Bắc Ireland           | 4.875 | 0      |          |
| 49   | Gibraltar             | 4.750 | 0      | +1 (UCL) |
| 50   | Montenegro            | 4.375 | 0      |          |
| 51   | Estonia               | 4.375 | 0      | +1 (UCL) |
| 52   | Kosovo                | 4.000 | 0      |          |
| 53   | Quần đảo Faroe        | 3.750 | 0      |          |
| 54   | Andorra               | 2.831 | 0      |          |
| 55   | San Marino            | 0.666 | 0      |          |

### Phân phối
Sau đây là danh sách tham dự cho mùa giải này.
|                                           |                                           | Các đội tham dự vào vòng đấu này | Các đội đi tiếp từ vòng đấu trước                                                                       | Các đội chuyển qua từ Champions League |
| ----------------------------------------- | ----------------------------------------- | --- | --- | --- |
| Vòng loại thứ ba (16 đội)                 | Nhóm các đội vô địch (10 đội)             | | | - 10 đội bị loại từ vòng loại thứ hai Champions League (Nhóm các đội vô địch) |
| Vòng loại thứ ba (16 đội)                 | Nhóm chính (6 đội)                        | - 3 đội vô địch cúp quốc gia từ các hiệp hội 14–16 | | - 3 đội bị loại từ vòng loại thứ hai Champions League (Nhóm các đội không vô địch) |
| Vòng play-off (20 đội)                    | Vòng play-off (20 đội)                    | - 6 đội vô địch cúp quốc gia từ các hiệp hội 8–13 | - 5 đội thắng từ vòng loại thứ ba (Nhóm các đội vô địch) - 3 đội thắng từ vòng loại thứ ba (Nhóm chính) | - 6 đội bị loại từ vòng loại thứ ba Champions League (Nhóm các đội vô địch) |
| Vòng bảng (32 đội)                        | Vòng bảng (32 đội)                        | - 7 đội vô địch cúp quốc gia từ các hiệp hội 1–7 - 1 đội đứng thứ tư giải vô địch quốc gia từ hiệp hội 5 - 4 đội đứng thứ năm giải vô địch quốc gia từ các hiệp hội 1–4 | - 10 đội thắng từ vòng play-off                                                                         | - 4 đội bị loại từ vòng play-off Champions League (Nhóm các đội vô địch) - 2 đội bị loại từ vòng play-off Champions League (Nhóm các đội không vô địch) - 4 đội bị loại từ vòng loại thứ ba Champions League (Nhóm các đội không vô địch) |
| Vòng play-off đấu loại trực tiếp (16 đội) | Vòng play-off đấu loại trực tiếp (16 đội) | | - 8 đội nhì bảng từ vòng bảng                                                                           | - 8 đội đứng thứ ba từ vòng bảng Champions League |
| Vòng đấu loại trực tiếp (16 đội)          | Vòng đấu loại trực tiếp (16 đội)          | | - 8 đội nhất bảng từ vòng bảng - 8 đội thắng từ vòng play-off đấu loại trực tiếp                        | |

### Các đội bóng
Các ký tự trong ngoặc thể hiện cách mỗi đội lọt vào vị trí của vòng đấu bắt đầu:
- CW: Đội vô địch cúp quốc gia
- 4th, 5th, v.v.: Vị trí giải vô địch quốc gia của mùa giải trước
- UCL: Chuyển qua từ Champions League
  - GS: Đội đứng thứ ba từ vòng bảng
  - CH/LP PO: Đội thua từ vòng play-off (Nhóm các đội vô địch/không vô địch)
  - CH/LP Q3: Đội thua từ vòng loại thứ ba (Nhóm các đội vô địch/không vô địch)
  - CH/LP Q2: Đội thua từ vòng loại thứ hai (Nhóm các đội vô địch/không vô địch)

Vòng loại thứ ba được chia làm Nhóm các đội vô địch (CH) và Nhóm chính (MP).
| Vòng đấu tham dự                 | Vòng đấu tham dự                 | Đội                          | Đội                           | Đội                            | Đội                             |  |  |
| -------------------------------- | -------------------------------- | ---------------------------- | ----------------------------- | ------------------------------ | ------------------------------- |  |  |
| Vòng play-off đấu loại trực tiếp | Vòng play-off đấu loại trực tiếp | RB Leipzig (UCL GS)          | Porto (UCL GS)                | Borussia Dortmund (UCL GS)     | Sheriff Tiraspol (UCL GS)       |  |  |
| Vòng play-off đấu loại trực tiếp | Vòng play-off đấu loại trực tiếp | Barcelona (UCL GS)           | Atalanta (UCL GS)             | Sevilla (UCL GS)               | Zenit Saint Petersburg (UCL GS) |  |  |
|                                  |                                  |                              |                               |                                |                                 |  |  |
| Vòng bảng                        | Vòng bảng                        | Real Sociedad (5th)          | Real Betis (6th)              | Leicester City (CW)            | West Ham United (6th)           |  |  |
| Vòng bảng                        | Vòng bảng                        | Eintracht Frankfurt (5th)    | Bayer Leverkusen (6th)        | Napoli (5th)                   | Lazio (6th)                     |  |  |
| Vòng bảng                        | Vòng bảng                        | Lyon (4th)                   | Marseille (5th)               | Braga (CW)                     | Lokomotiv Moscow (CW)           |  |  |
| Vòng bảng                        | Vòng bảng                        | Brøndby (UCL CH PO)          | Dinamo Zagreb (UCL CH PO)     | Ludogorets Razgrad (UCL CH PO) | Ferencváros (UCL CH PO)         |  |  |
| Vòng bảng                        | Vòng bảng                        | Monaco (UCL LP PO)           | PSV Eindhoven (UCL LP PO)     | Spartak Moscow (UCL LP Q3)     | Genk (UCL LP Q3)                |  |  |
| Vòng bảng                        | Vòng bảng                        | Midtjylland (UCL LP Q3)      | Sparta Prague (UCL LP Q3)     |                                |                                 |  |  |
|                                  |                                  |                              |                               |                                |                                 |  |  |
| Vòng play-off                    | Vòng play-off                    | Antwerp (3rd)                | Zorya Luhansk (3rd)           | AZ (3rd)                       | Fenerbahçe (3rd)                |  |  |
| Vòng play-off                    | Vòng play-off                    | Sturm Graz (3rd)             | Randers (CW)                  | Rangers (UCL CH Q3)            | Slavia Prague (UCL CH Q3)       |  |  |
| Vòng play-off                    | Vòng play-off                    | Olympiacos (UCL CH Q3)       | Red Star Belgrade (UCL CH Q3) | CFR Cluj (UCL CH Q3)           | Legia Warsaw (UCL CH Q3)        |  |  |
| Vòng play-off                    | Vòng play-off                    |                              |                               |                                |                                 |  |  |
| Vòng loại thứ ba                 | CH                               | Omonia (UCL CH Q2)           | Kairat (UCL CH Q2)            | Neftçi Baku (UCL CH Q2)        | Slovan Bratislava (UCL CH Q2)   |  |  |
| Vòng loại thứ ba                 | CH                               | Mura (UCL CH Q2)             | Žalgiris (UCL CH Q2)          | Alashkert (UCL CH Q2)          | HJK (UCL CH Q2)                 |  |  |
| Vòng loại thứ ba                 | CH                               | Lincoln Red Imps (UCL CH Q2) | Flora (UCL CH Q2)             |                                |                                 |  |  |
| Vòng loại thứ ba                 | MP                               | St Johnstone (CW)            | Jablonec (3rd)                | Anorthosis Famagusta (CW)      | Galatasaray (UCL LP Q2)         |  |  |
| Vòng loại thứ ba                 | MP                               | Rapid Wien (UCL LP Q2)       | Celtic (UCL LP Q2)            |                                |                                 |  |  |

## Lịch thi đấu
Lịch thi đấu của giải đấu như sau. Các trận đấu được lên lịch vào Thứ Năm ngoại trừ trận chung kết diễn ra vào Thứ Tư, dù vậy các trận đấu có thể diễn ra vào Thứ Ba hoặc Thứ Tư do mâu thuẫn lịch thi đấu. Thời gian diễn ra trận đấu bắt đầu từ vòng bảng là 18:45 (thay vì 18:55 như trước đây) và 21:00 CEST/CET, dù vậy các trận đấu có thể diễn ra lúc 16:30 vì lý do địa lý.
Tất cả các lễ bốc thăm bắt đầu lúc 13:00 hoặc 13:30 CEST/CET và được tổ chức tại trụ sở UEFA ở Nyon, Thụy Sĩ. Vào ngày 16 tháng 7 năm 2021, UEFA thông báo rằng lễ bốc thăm vòng bảng được tổ chức ở Istanbul, Thổ Nhĩ Kỳ.
| Giai đoạn               | Vòng                             | Ngày bốc thăm        | Lượt đi                                                             | Lượt về                                                             |
| ----------------------- | -------------------------------- | -------------------- | ------------------------------------------------------------------- | ------------------------------------------------------------------- |
| Vòng loại               | Vòng loại thứ ba                 | 19 tháng 7 năm 2021  | 5 tháng 8 năm 2021                                                  | 12 tháng 8 năm 2021                                                 |
| Vòng loại               | Vòng play-off                    | 2 tháng 8 năm 2021   | 19 tháng 8 năm 2021                                                 | 26 tháng 8 năm 2021                                                 |
| Vòng bảng               | Lượt trận 1                      | 27 tháng 8 năm 2021  | 16 tháng 9 năm 2021                                                 | 16 tháng 9 năm 2021                                                 |
| Vòng bảng               | Lượt trận 2                      | 27 tháng 8 năm 2021  | 30 tháng 9 năm 2021                                                 | 30 tháng 9 năm 2021                                                 |
| Vòng bảng               | Lượt trận 3                      | 27 tháng 8 năm 2021  | 21 tháng 10 năm 2021                                                | 21 tháng 10 năm 2021                                                |
| Vòng bảng               | Lượt trận 4                      | 27 tháng 8 năm 2021  | 4 tháng 11 năm 2021                                                 | 4 tháng 11 năm 2021                                                 |
| Vòng bảng               | Lượt trận 5                      | 27 tháng 8 năm 2021  | 25 tháng 11 năm 2021                                                | 25 tháng 11 năm 2021                                                |
| Vòng bảng               | Lượt trận 6                      | 27 tháng 8 năm 2021  | 9 tháng 12 năm 2021                                                 | 9 tháng 12 năm 2021                                                 |
| Vòng đấu loại trực tiếp | Vòng play-off đấu loại trực tiếp | 13 tháng 12 năm 2021 | 17 tháng 2 năm 2022                                                 | 24 tháng 2 năm 2022                                                 |
| Vòng đấu loại trực tiếp | Vòng 16 đội                      | 25 tháng 2 năm 2022  | 10 tháng 3 năm 2022                                                 | 17 tháng 3 năm 2022                                                 |
| Vòng đấu loại trực tiếp | Tứ kết                           | 18 tháng 3 năm 2022  | 7 tháng 4 năm 2022                                                  | 14 tháng 4 năm 2022                                                 |
| Vòng đấu loại trực tiếp | Bán kết                          | 18 tháng 3 năm 2022  | 28 tháng 4 năm 2022                                                 | 5 tháng 5 năm 2022                                                  |
| Vòng đấu loại trực tiếp | Chung kết                        | 18 tháng 3 năm 2022  | 18 tháng 5 năm 2022 tại Sân vận động Ramón Sánchez Pizjuán, Seville | 18 tháng 5 năm 2022 tại Sân vận động Ramón Sánchez Pizjuán, Seville |

## Vòng loại

### Vòng loại thứ ba
Lễ bốc thăm cho vòng loại thứ ba được tổ chức vào ngày 19 tháng 7 năm 2021, lúc 13:00 CEST.
Lượt đi được diễn ra vào ngày 3 và 5 tháng 8, và lượt về được diễn ra vào ngày 10 và 12 tháng 8 năm 2021.
Đội thắng của các cặp đấu đi tiếp vào vòng play-off. Đội thua thuộc Nhóm các đội vô địch được chuyển qua vòng play-off Europa Conference League Nhóm các đội vô địch, trong khi đội thua thuộc Nhóm chính được chuyển qua vòng play-off Europa Conference League Nhóm chính.
| Đội 1            | TTS         | Đội 2             | Lượt đi | Lượt về      |
| ---------------- | ----------- | ----------------- | ------- | ------------ |
| Omonia           | 2–2 (5–4 p) | Flora             | 1–0     | 1–2 (s.h.p.) |
| Mura             | 1–0         | Žalgiris          | 0–0     | 1–0          |
| Kairat           | 2–3         | Alashkert         | 0–0     | 2–3 (s.h.p.) |
| Lincoln Red Imps | 2–4         | Slovan Bratislava | 1–3     | 1–1          |
| Neftçi Baku      | 2–5         | HJK               | 2–2     | 0–3          |

| Đội 1       | TTS | Đội 2                | Lượt đi | Lượt về |
| ----------- | --- | -------------------- | ------- | ------- |
| Jablonec    | 2–7 | Celtic               | 2–4     | 0–3     |
| Rapid Wien  | 4–2 | Anorthosis Famagusta | 3–0     | 1–2     |
| Galatasaray | 5–3 | St Johnstone         | 1–1     | 4–2     |

### Vòng play-off
Lễ bốc thăm cho vòng play-off được tổ chức vào ngày 2 tháng 8 năm 2021, lúc 13:30 CEST.
Lượt đi được diễn ra vào ngày 17, 18 và 19 tháng 8, và lượt về được diễn ra vào ngày 26 tháng 8 năm 2021.
Đội thắng của các cặp đấu đi tiếp vào vòng bảng. Đội thua được chuyển qua vòng bảng Europa Conference League.
| Đội 1             | TTS         | Đội 2             | Lượt đi | Lượt về      |
| ----------------- | ----------- | ----------------- | ------- | ------------ |
| Randers           | 2–3         | Galatasaray       | 1–1     | 1–2          |
| Rapid Wien        | 6–2         | Zorya Luhansk     | 3–0     | 3–2          |
| Celtic            | 3–2         | AZ                | 2–0     | 1–2          |
| Fenerbahçe        | 6–2         | HJK               | 1–0     | 5–2          |
| Mura              | 1–5         | Sturm Graz        | 1–3     | 0–2          |
| Omonia            | 4–4 (2–3 p) | Royal Antwerp     | 4–2     | 0–2 (s.h.p.) |
| Olympiacos        | 5–2         | Slovan Bratislava | 3–0     | 2–2          |
| Rangers           | 1–0         | Alashkert         | 1–0     | 0–0          |
| Slavia Prague     | 3–4         | Legia Warsaw      | 2–2     | 1–2          |
| Red Star Belgrade | 6–1         | CFR Cluj          | 4–0     | 2–1          |

## Vòng bảng
Lễ bốc thăm cho vòng bảng được tổ chức vào ngày 27 tháng 8 năm 2021, lúc 12:00 CEST (13:00 TRT), ở Istanbul, Thổ Nhĩ Kỳ. 32 đội được bốc thăm vào tám bảng gồm 4 đội. Đối với lễ bốc thăm, các đội được xếp hạt giống vào bốn nhóm, mỗi nhóm gồm 8 đội, dựa trên hệ số câu lạc bộ UEFA năm 2021 của họ. Các đội từ cùng hiệp hội không thể được bốc thăm vào cùng bảng. Trước lễ bốc thăm, UEFA hình thành các cặp gồm các đội từ cùng hiệp hội, bao gồm các đội thi đấu ở vòng bảng Europa Conference League (một cặp cho các hiệp hội với 2 hoặc 3 đội, hai cặp cho các hiệp hội với 4 hoặc 5 đội) dựa trên lượng khán giả xem truyền hình, trong đó một đội được bốc thăm vào các Bảng A–D và đội còn lại được bốc thăm vào các Bảng E–H, do đó hai đội thi đấu vào các khung giờ khác nhau.
Các trận đấu sẽ được diễn ra vào ngày 15–16 tháng 9, 30 tháng 9, 19–21 tháng 10, 4 tháng 11, 24–25 tháng 11 và 9 tháng 12 năm 2021. Đội nhất của mỗi bảng đi tiếp vào vòng 16 đội, trong khi đội nhì đi tiếp vào vòng play-off đấu loại trực tiếp. Đội đứng thứ ba được chuyển qua vòng play-off đấu loại trực tiếp Europa Conference League, trong khi đội đứng thứ tư bị loại khỏi các giải đấu châu Âu cho đến hết mùa giải.
Brøndby và West Ham United có lần đầu tiên xuất hiện ở vòng bảng Europa League (mặc dù Brøndby trước đây đã xuất hiện ở vòng bảng Cúp UEFA).

### Bảng A
| VT | Đội           | ST | T | H | B | BT | BB | HS  | Đ  | Giành quyền tham dự                          |  | LYO | RAN | SPP | BRO |
| -- | ------------- | -- | - | - | - | -- | -- | --- | -- | -------------------------------------------- |  | --- | --- | --- | --- |
| 1  | Lyon          | 6  | 5 | 1 | 0 | 16 | 5  | +11 | 16 | Đi tiếp vào vòng 16 đội                      |  | —   | 1–1 | 3–0 | 3–0 |
| 2  | Rangers       | 6  | 2 | 2 | 2 | 6  | 5  | +1  | 8  | Đi tiếp vào vòng play-off đấu loại trực tiếp |  | 0–2 | —   | 2–0 | 2–0 |
| 3  | Sparta Prague | 6  | 2 | 1 | 3 | 6  | 9  | −3  | 7  | Chuyển qua Europa Conference League          |  | 3–4 | 1–0 | —   | 2–0 |
| 4  | Brøndby       | 6  | 0 | 2 | 4 | 2  | 11 | −9  | 2  |                                              |  | 1–3 | 1–1 | 0–0 | —   |

### Bảng B
| VT | Đội           | ST | T | H | B | BT | BB | HS | Đ  | Giành quyền tham dự                          |  | MON | RSO | PSV | STU |
| -- | ------------- | -- | - | - | - | -- | -- | -- | -- | -------------------------------------------- |  | --- | --- | --- | --- |
| 1  | Monaco        | 6  | 3 | 3 | 0 | 7  | 4  | +3 | 12 | Đi tiếp vào vòng 16 đội                      |  | —   | 2–1 | 0–0 | 1–0 |
| 2  | Real Sociedad | 6  | 2 | 3 | 1 | 9  | 6  | +3 | 9  | Đi tiếp vào vòng play-off đấu loại trực tiếp |  | 1–1 | —   | 3–0 | 1–1 |
| 3  | PSV Eindhoven | 6  | 2 | 2 | 2 | 9  | 8  | +1 | 8  | Chuyển qua Europa Conference League          |  | 1–2 | 2–2 | —   | 2–0 |
| 4  | Sturm Graz    | 6  | 0 | 2 | 4 | 3  | 10 | −7 | 2  |                                              |  | 1–1 | 0–1 | 1–4 | —   |

### Bảng C
| VT | Đội            | ST | T | H | B | BT | BB | HS | Đ  | Giành quyền tham dự                          |  | SPM | NAP | LEI | LEG |
| -- | -------------- | -- | - | - | - | -- | -- | -- | -- | -------------------------------------------- |  | --- | --- | --- | --- |
| 1  | Spartak Moscow | 6  | 3 | 1 | 2 | 10 | 9  | +1 | 10 | Đi tiếp vào vòng 16 đội                      |  | —   | 2–1 | 3–4 | 0–1 |
| 2  | Napoli         | 6  | 3 | 1 | 2 | 15 | 10 | +5 | 10 | Đi tiếp vào vòng play-off đấu loại trực tiếp |  | 2–3 | —   | 3–2 | 3–0 |
| 3  | Leicester City | 6  | 2 | 2 | 2 | 12 | 11 | +1 | 8  | Chuyển qua Europa Conference League          |  | 1–1 | 2–2 | —   | 3–1 |
| 4  | Legia Warsaw   | 6  | 2 | 0 | 4 | 4  | 11 | −7 | 6  |                                              |  | 0–1 | 1–4 | 1–0 | —   |

1. 1 2  Điểm đối đầu: Spartak Moscow 6, Napoli 0.

### Bảng D
| VT | Đội                 | ST | T | H | B | BT | BB | HS | Đ  | Giành quyền tham dự                          |  | FRA | OLY | FEN | ANT |
| -- | ------------------- | -- | - | - | - | -- | -- | -- | -- | -------------------------------------------- |  | --- | --- | --- | --- |
| 1  | Eintracht Frankfurt | 6  | 3 | 3 | 0 | 10 | 6  | +4 | 12 | Đi tiếp vào vòng 16 đội                      |  | —   | 3–1 | 1–1 | 2–2 |
| 2  | Olympiacos          | 6  | 3 | 0 | 3 | 8  | 7  | +1 | 9  | Đi tiếp vào vòng play-off đấu loại trực tiếp |  | 1–2 | —   | 1–0 | 2–1 |
| 3  | Fenerbahçe          | 6  | 1 | 3 | 2 | 7  | 8  | −1 | 6  | Chuyển qua Europa Conference League          |  | 1–1 | 0–3 | —   | 2–2 |
| 4  | Antwerp             | 6  | 1 | 2 | 3 | 6  | 10 | −4 | 5  |                                              |  | 0–1 | 1–0 | 0–3 | —   |

### Bảng E
| VT | Đội              | ST | T | H | B | BT | BB | HS | Đ  | Giành quyền tham dự                          |  | GAL | LAZ | MAR | LOK |
| -- | ---------------- | -- | - | - | - | -- | -- | -- | -- | -------------------------------------------- |  | --- | --- | --- | --- |
| 1  | Galatasaray      | 6  | 3 | 3 | 0 | 7  | 3  | +4 | 12 | Đi tiếp vào vòng 16 đội                      |  | —   | 1–0 | 4–2 | 1–1 |
| 2  | Lazio            | 6  | 2 | 3 | 1 | 7  | 3  | +4 | 9  | Đi tiếp vào vòng play-off đấu loại trực tiếp |  | 0–0 | —   | 0–0 | 2–0 |
| 3  | Marseille        | 6  | 1 | 4 | 1 | 6  | 7  | −1 | 7  | Chuyển qua Europa Conference League          |  | 0–0 | 2–2 | —   | 1–0 |
| 4  | Lokomotiv Moscow | 6  | 0 | 2 | 4 | 2  | 9  | −7 | 2  |                                              |  | 0–1 | 0–3 | 1–1 | —   |

### Bảng F
| VT | Đội                | ST | T | H | B | BT | BB | HS | Đ  | Giành quyền tham dự                          |  | RSB | BRA | MID | LUD |
| -- | ------------------ | -- | - | - | - | -- | -- | -- | -- | -------------------------------------------- |  | --- | --- | --- | --- |
| 1  | Red Star Belgrade  | 6  | 3 | 2 | 1 | 6  | 4  | +2 | 11 | Đi tiếp vào vòng 16 đội                      |  | —   | 2–1 | 0–1 | 1–0 |
| 2  | Braga              | 6  | 3 | 1 | 2 | 12 | 9  | +3 | 10 | Đi tiếp vào vòng play-off đấu loại trực tiếp |  | 1–1 | —   | 3–1 | 4–2 |
| 3  | Midtjylland        | 6  | 2 | 3 | 1 | 7  | 7  | 0  | 9  | Chuyển qua Europa Conference League          |  | 1–1 | 3–2 | —   | 1–1 |
| 4  | Ludogorets Razgrad | 6  | 0 | 2 | 4 | 3  | 8  | −5 | 2  |                                              |  | 0–1 | 0–1 | 0–0 | —   |

### Bảng G
| VT | Đội              | ST | T | H | B | BT | BB | HS | Đ  | Giành quyền tham dự                          |  | LEV | BET | CEL | FER |
| -- | ---------------- | -- | - | - | - | -- | -- | -- | -- | -------------------------------------------- |  | --- | --- | --- | --- |
| 1  | Bayer Leverkusen | 6  | 4 | 1 | 1 | 14 | 5  | +9 | 13 | Đi tiếp vào vòng 16 đội                      |  | —   | 4–0 | 3–2 | 2–1 |
| 2  | Real Betis       | 6  | 3 | 1 | 2 | 12 | 12 | 0  | 10 | Đi tiếp vào vòng play-off đấu loại trực tiếp |  | 1–1 | —   | 4–3 | 2–0 |
| 3  | Celtic           | 6  | 3 | 0 | 3 | 13 | 15 | −2 | 9  | Chuyển qua Europa Conference League          |  | 0–4 | 3–2 | —   | 2–0 |
| 4  | Ferencváros      | 6  | 1 | 0 | 5 | 5  | 12 | −7 | 3  |                                              |  | 1–0 | 1–3 | 2–3 | —   |

### Bảng H
| VT | Đội             | ST | T | H | B | BT | BB | HS | Đ  | Giành quyền tham dự                          |  | WHU | DZA | RWI | GNK |
| -- | --------------- | -- | - | - | - | -- | -- | -- | -- | -------------------------------------------- |  | --- | --- | --- | --- |
| 1  | West Ham United | 6  | 4 | 1 | 1 | 11 | 3  | +8 | 13 | Đi tiếp vào vòng 16 đội                      |  | —   | 0–1 | 2–0 | 3–0 |
| 2  | Dinamo Zagreb   | 6  | 3 | 1 | 2 | 9  | 6  | +3 | 10 | Đi tiếp vào vòng play-off đấu loại trực tiếp |  | 0–2 | —   | 3–1 | 1–1 |
| 3  | Rapid Wien      | 6  | 2 | 0 | 4 | 4  | 9  | −5 | 6  | Chuyển qua Europa Conference League          |  | 0–2 | 2–1 | —   | 0–1 |
| 4  | Genk            | 6  | 1 | 2 | 3 | 4  | 10 | −6 | 5  |                                              |  | 2–2 | 0–3 | 0–1 | —   |

## Vòng đấu loại trực tiếp
Ở vòng đấu loại trực tiếp, các đội đối đầu với nhau qua hai lượt trận trên sân nhà và sân khách, ngoại trừ trận chung kết một trận.
Cơ chế của lễ bốc thăm cho mỗi vòng như sau:
- Ở lễ bốc thăm cho vòng play-off đấu loại trực tiếp, tám đội nhì bảng được xếp vào nhóm hạt giống, và tám đội đứng thứ ba vòng bảng Champions League được xếp vào nhóm không hạt giống. Các đội hạt giống được bốc thăm để đấu với các đội không hạt giống, với các đội hạt giống tổ chức trận lượt về. Các đội từ cùng hiệp hội không thể được bốc thăm để đấu với nhau.
- Ở lễ bốc thăm cho vòng 16 đội, tám đội nhất bảng được xếp vào nhóm hạt giống, và tám đội thắng của vòng play-off đấu loại trực tiếp được xếp vào nhóm không hạt giống. Các đội hạt giống được bốc thăm để đấu với các đội không hạt giống, với các đội hạt giống tổ chức trận lượt về. Các đội từ cùng hiệp hội không thể được bốc thăm để đấu với nhau.
- Ở lễ bốc thăm cho vòng tứ kết và bán kết, không có đội hạt giống nào, và các đội từ cùng hiệp hội có thể được bốc thăm để đấu với nhau. Do lễ bốc thăm cho vòng tứ kết và bán kết được tổ chức cùng nhau trước khi vòng tứ kết được diễn ra, danh tính của các đội thắng tứ kết không được biết tại thời điểm bốc thăm bán kết. Một lượt bốc thăm cũng được tổ chức để xác định đội thắng bán kết nào được chỉ định là đội "nhà" cho trận chung kết (vì mục đích hành chính do trận đấu được diễn ra tại một địa điểm trung lập).

### Nhánh đấu
|  | Vòng play-off đấu loại trực tiếp | Vòng play-off đấu loại trực tiếp | Vòng play-off đấu loại trực tiếp | Vòng play-off đấu loại trực tiếp |                      |   | Vòng 16 đội | Vòng 16 đội | Vòng 16 đội | Vòng 16 đội |  |  | Tứ kết | Tứ kết | Tứ kết | Tứ kết |  |  | Bán kết | Bán kết | Bán kết | Bán kết |  |  | Chung kết | Chung kết | Chung kết | Chung kết |
|  |                                  |                                  |                                  |                                  |                      |   |             |             |             |             |  |  |        |        |        |        |  |  |         |         |         |         |  |  |           |           |           |           |
|  |                                  |                                  |                                  |                                  |                      |   |             |             |             |             |  |  |        |        |        |        |  |  |         |         |         |         |  |  |           |           |           |           |
|  |                                  |                                  |                                  |                                  |                      |   |             |             |             |             |  |  |        |        |        |        |  |  |         |         |         |         |  |  |           |           |           |           |
|  | Sevilla                          | 3                                | 0                                | 3                                |                      |   |             |             |             |             |  |  |        |        |        |        |  |  |         |         |         |         |  |  |           |           |           |           |
|  | Sevilla                          | 3                                | 0                                | 3                                |                      |   |             |             |             |             |  |  |        |        |        |        |  |  |         |         |         |         |  |  |           |           |           |           |
|  | Dinamo Zagreb                    | 1                                | 1                                | 2                                |                      |   |             |             |             |             |  |  |        |        |        |        |  |  |         |         |         |         |  |  |           |           |           |           |
|  | Dinamo Zagreb                    | 1                                | 1                                | 2                                | Sevilla              | 1 | 0           | 1           |             |             |  |  |        |        |        |        |  |  |         |         |         |         |  |  |           |           |           |           |
|  |                                  |                                  |                                  |                                  | Sevilla              | 1 | 0           | 1           |             |             |  |  |        |        |        |        |  |  |         |         |         |         |  |  |           |           |           |           |
|  |                                  |                                  | West Ham United (s.h.p.)         | 0                                | 2                    | 2 |             |             |             |             |  |  |        |        |        |        |  |  |         |         |         |         |  |  |           |           |           |           |
|  |                                  |                                  | West Ham United (s.h.p.)         | 0                                | 2                    | 2 |             |             |             |             |  |  |        |        |        |        |  |  |         |         |         |         |  |  |           |           |           |           |
|  |                                  |                                  |                                  |                                  |                      |   |             |             |             |             |  |  |        |        |        |        |  |  |         |         |         |         |  |  |           |           |           |           |
|  |                                  |                                  |                                  |                                  |                      |   |             |             |             |             |  |  |        |        |        |        |  |  |         |         |         |         |  |  |           |           |           |           |
|  | West Ham United                  | 1                                | 3                                | 4                                |                      |   |             |             |             |             |  |  |        |        |        |        |  |  |         |         |         |         |  |  |           |           |           |           |
|  | West Ham United                  | 1                                | 3                                | 4                                |                      |   |             |             |             |             |  |  |        |        |        |        |  |  |         |         |         |         |  |  |           |           |           |           |
|  |                                  | Lyon                             | 1                                | 0                                | 1                    |   |             |             |             |             |  |  |        |        |        |        |  |  |         |         |         |         |  |  |           |           |           |           |
|  | Porto                            | Lyon                             | 1                                | 0                                | 1                    | 2 | 2           | 4           |             |             |  |  |        |        |        |        |  |  |         |         |         |         |  |  |           |           |           |           |
|  | Porto                            |                                  |                                  |                                  |                      | 2 | 2           | 4           |             |             |  |  |        |        |        |        |  |  |         |         |         |         |  |  |           |           |           |           |
|  | Lazio                            | 1                                | 2                                | 3                                |                      |   |             |             |             |             |  |  |        |        |        |        |  |  |         |         |         |         |  |  |           |           |           |           |
|  | Lazio                            | 1                                | 2                                | 3                                | Porto                | 0 | 1           | 1           |             |             |  |  |        |        |        |        |  |  |         |         |         |         |  |  |           |           |           |           |
|  |                                  |                                  |                                  |                                  | Porto                | 0 | 1           | 1           |             |             |  |  |        |        |        |        |  |  |         |         |         |         |  |  |           |           |           |           |
|  |                                  |                                  | Lyon                             | 1                                | 1                    | 2 |             |             |             |             |  |  |        |        |        |        |  |  |         |         |         |         |  |  |           |           |           |           |
|  |                                  |                                  | Lyon                             | 1                                | 1                    | 2 |             |             |             |             |  |  |        |        |        |        |  |  |         |         |         |         |  |  |           |           |           |           |
|  |                                  |                                  |                                  |                                  |                      |   |             |             |             |             |  |  |        |        |        |        |  |  |         |         |         |         |  |  |           |           |           |           |
|  |                                  |                                  |                                  |                                  |                      |   |             |             |             |             |  |  |        |        |        |        |  |  |         |         |         |         |  |  |           |           |           |           |
|  | West Ham United                  | 1                                | 0                                | 1                                |                      |   |             |             |             |             |  |  |        |        |        |        |  |  |         |         |         |         |  |  |           |           |           |           |
|  | West Ham United                  | 1                                | 0                                | 1                                |                      |   |             |             |             |             |  |  |        |        |        |        |  |  |         |         |         |         |  |  |           |           |           |           |
|  |                                  | Eintracht Frankfurt              | 2                                | 1                                | 3                    |   |             |             |             |             |  |  |        |        |        |        |  |  |         |         |         |         |  |  |           |           |           |           |
|  | Zenit Saint Petersburg           | Eintracht Frankfurt              | 2                                | 1                                | 3                    | 2 | 0           | 2           |             |             |  |  |        |        |        |        |  |  |         |         |         |         |  |  |           |           |           |           |
|  | Zenit Saint Petersburg           |                                  |                                  |                                  |                      | 2 | 0           | 2           |             |             |  |  |        |        |        |        |  |  |         |         |         |         |  |  |           |           |           |           |
|  | Real Betis                       | 3                                | 0                                | 3                                |                      |   |             |             |             |             |  |  |        |        |        |        |  |  |         |         |         |         |  |  |           |           |           |           |
|  | Real Betis                       | 3                                | 0                                | 3                                | Real Betis           | 1 | 1           | 2           |             |             |  |  |        |        |        |        |  |  |         |         |         |         |  |  |           |           |           |           |
|  |                                  |                                  |                                  |                                  | Real Betis           | 1 | 1           | 2           |             |             |  |  |        |        |        |        |  |  |         |         |         |         |  |  |           |           |           |           |
|  |                                  |                                  | Eintracht Frankfurt (s.h.p.)     | 2                                | 1                    | 3 |             |             |             |             |  |  |        |        |        |        |  |  |         |         |         |         |  |  |           |           |           |           |
|  |                                  |                                  | Eintracht Frankfurt (s.h.p.)     | 2                                | 1                    | 3 |             |             |             |             |  |  |        |        |        |        |  |  |         |         |         |         |  |  |           |           |           |           |
|  |                                  |                                  |                                  |                                  |                      |   |             |             |             |             |  |  |        |        |        |        |  |  |         |         |         |         |  |  |           |           |           |           |
|  |                                  |                                  |                                  |                                  |                      |   |             |             |             |             |  |  |        |        |        |        |  |  |         |         |         |         |  |  |           |           |           |           |
|  | Eintracht Frankfurt              | 1                                | 3                                | 4                                |                      |   |             |             |             |             |  |  |        |        |        |        |  |  |         |         |         |         |  |  |           |           |           |           |
|  | Eintracht Frankfurt              | 1                                | 3                                | 4                                |                      |   |             |             |             |             |  |  |        |        |        |        |  |  |         |         |         |         |  |  |           |           |           |           |
|  |                                  | Barcelona                        | 1                                | 2                                | 3                    |   |             |             |             |             |  |  |        |        |        |        |  |  |         |         |         |         |  |  |           |           |           |           |
|  | Barcelona                        | Barcelona                        | 1                                | 2                                | 3                    | 1 | 4           | 5           |             |             |  |  |        |        |        |        |  |  |         |         |         |         |  |  |           |           |           |           |
|  | Barcelona                        |                                  |                                  |                                  |                      | 1 | 4           | 5           |             |             |  |  |        |        |        |        |  |  |         |         |         |         |  |  |           |           |           |           |
|  | Napoli                           | 1                                | 2                                | 3                                |                      |   |             |             |             |             |  |  |        |        |        |        |  |  |         |         |         |         |  |  |           |           |           |           |
|  | Napoli                           | 1                                | 2                                | 3                                | Barcelona            | 0 | 2           | 2           |             |             |  |  |        |        |        |        |  |  |         |         |         |         |  |  |           |           |           |           |
|  |                                  |                                  |                                  |                                  | Barcelona            | 0 | 2           | 2           |             |             |  |  |        |        |        |        |  |  |         |         |         |         |  |  |           |           |           |           |
|  |                                  |                                  | Galatasaray                      | 0                                | 1                    | 1 |             |             |             |             |  |  |        |        |        |        |  |  |         |         |         |         |  |  |           |           |           |           |
|  |                                  |                                  | Galatasaray                      | 0                                | 1                    | 1 |             |             |             |             |  |  |        |        |        |        |  |  |         |         |         |         |  |  |           |           |           |           |
|  |                                  |                                  |                                  |                                  | 18 tháng 5 – Seville |   |             |             |             |             |  |  |        |        |        |        |  |  |         |         |         |         |  |  |           |           |           |           |
|  |                                  |                                  |                                  |                                  |                      |   |             |             |             |             |  |  |        |        |        |        |  |  |         |         |         |         |  |  |           |           |           |           |
|  | Eintracht Frankfurt (p)          | Eintracht Frankfurt (p)          | Eintracht Frankfurt (p)          | 1 (5)                            |                      |   |             |             |             |             |  |  |        |        |        |        |  |  |         |         |         |         |  |  |           |           |           |           |
|  | Eintracht Frankfurt (p)          | Eintracht Frankfurt (p)          | Eintracht Frankfurt (p)          | 1 (5)                            |                      |   |             |             |             |             |  |  |        |        |        |        |  |  |         |         |         |         |  |  |           |           |           |           |
|  |                                  | Rangers                          | Rangers                          | Rangers                          | 1 (4)                |   |             |             |             |             |  |  |        |        |        |        |  |  |         |         |         |         |  |  |           |           |           |           |
|  | RB Leipzig                       | Rangers                          | Rangers                          | Rangers                          | 1 (4)                | 2 | 3           | 5           |             |             |  |  |        |        |        |        |  |  |         |         |         |         |  |  |           |           |           |           |
|  | RB Leipzig                       |                                  |                                  |                                  |                      | 2 | 3           | 5           |             |             |  |  |        |        |        |        |  |  |         |         |         |         |  |  |           |           |           |           |
|  | Real Sociedad                    | 2                                | 1                                | 3                                |                      |   |             |             |             |             |  |  |        |        |        |        |  |  |         |         |         |         |  |  |           |           |           |           |
|  | Real Sociedad                    | 2                                | 1                                | 3                                | RB Leipzig           | — | —           | w/o         |             |             |  |  |        |        |        |        |  |  |         |         |         |         |  |  |           |           |           |           |
|  |                                  |                                  |                                  |                                  | RB Leipzig           | — | —           | w/o         |             |             |  |  |        |        |        |        |  |  |         |         |         |         |  |  |           |           |           |           |
|  |                                  |                                  | Spartak Moscow                   | —                                | —                    |   |             |             |             |             |  |  |        |        |        |        |  |  |         |         |         |         |  |  |           |           |           |           |
|  |                                  |                                  | Spartak Moscow                   | —                                | —                    |   |             |             |             |             |  |  |        |        |        |        |  |  |         |         |         |         |  |  |           |           |           |           |
|  |                                  |                                  |                                  |                                  |                      |   |             |             |             |             |  |  |        |        |        |        |  |  |         |         |         |         |  |  |           |           |           |           |
|  |                                  |                                  |                                  |                                  |                      |   |             |             |             |             |  |  |        |        |        |        |  |  |         |         |         |         |  |  |           |           |           |           |
|  | RB Leipzig                       | 1                                | 2                                | 3                                |                      |   |             |             |             |             |  |  |        |        |        |        |  |  |         |         |         |         |  |  |           |           |           |           |
|  | RB Leipzig                       | 1                                | 2                                | 3                                |                      |   |             |             |             |             |  |  |        |        |        |        |  |  |         |         |         |         |  |  |           |           |           |           |
|  |                                  | Atalanta                         | 1                                | 0                                | 1                    |   |             |             |             |             |  |  |        |        |        |        |  |  |         |         |         |         |  |  |           |           |           |           |
|  | Atalanta                         | Atalanta                         | 1                                | 0                                | 1                    | 2 | 3           | 5           |             |             |  |  |        |        |        |        |  |  |         |         |         |         |  |  |           |           |           |           |
|  | Atalanta                         |                                  |                                  |                                  |                      | 2 | 3           | 5           |             |             |  |  |        |        |        |        |  |  |         |         |         |         |  |  |           |           |           |           |
|  | Olympiacos                       | 1                                | 0                                | 1                                |                      |   |             |             |             |             |  |  |        |        |        |        |  |  |         |         |         |         |  |  |           |           |           |           |
|  | Olympiacos                       | 1                                | 0                                | 1                                | Atalanta             | 3 | 1           | 4           |             |             |  |  |        |        |        |        |  |  |         |         |         |         |  |  |           |           |           |           |
|  |                                  |                                  |                                  |                                  | Atalanta             | 3 | 1           | 4           |             |             |  |  |        |        |        |        |  |  |         |         |         |         |  |  |           |           |           |           |
|  |                                  |                                  | Bayer Leverkusen                 | 2                                | 0                    | 2 |             |             |             |             |  |  |        |        |        |        |  |  |         |         |         |         |  |  |           |           |           |           |
|  |                                  |                                  | Bayer Leverkusen                 | 2                                | 0                    | 2 |             |             |             |             |  |  |        |        |        |        |  |  |         |         |         |         |  |  |           |           |           |           |
|  |                                  |                                  |                                  |                                  |                      |   |             |             |             |             |  |  |        |        |        |        |  |  |         |         |         |         |  |  |           |           |           |           |
|  |                                  |                                  |                                  |                                  |                      |   |             |             |             |             |  |  |        |        |        |        |  |  |         |         |         |         |  |  |           |           |           |           |
|  | RB Leipzig                       | 1                                | 1                                | 2                                |                      |   |             |             |             |             |  |  |        |        |        |        |  |  |         |         |         |         |  |  |           |           |           |           |
|  | RB Leipzig                       | 1                                | 1                                | 2                                |                      |   |             |             |             |             |  |  |        |        |        |        |  |  |         |         |         |         |  |  |           |           |           |           |
|  |                                  | Rangers                          | 0                                | 3                                | 3                    |   |             |             |             |             |  |  |        |        |        |        |  |  |         |         |         |         |  |  |           |           |           |           |
|  | Sheriff Tiraspol                 | Rangers                          | 0                                | 3                                | 3                    | 2 | 0           | 2 (2)       |             |             |  |  |        |        |        |        |  |  |         |         |         |         |  |  |           |           |           |           |
|  | Sheriff Tiraspol                 |                                  |                                  |                                  |                      | 2 | 0           | 2 (2)       |             |             |  |  |        |        |        |        |  |  |         |         |         |         |  |  |           |           |           |           |
|  | Braga (p)                        | 0                                | 2                                | 2 (3)                            |                      |   |             |             |             |             |  |  |        |        |        |        |  |  |         |         |         |         |  |  |           |           |           |           |
|  | Braga (p)                        | 0                                | 2                                | 2 (3)                            | Braga                | 2 | 1           | 3           |             |             |  |  |        |        |        |        |  |  |         |         |         |         |  |  |           |           |           |           |
|  |                                  |                                  |                                  |                                  | Braga                | 2 | 1           | 3           |             |             |  |  |        |        |        |        |  |  |         |         |         |         |  |  |           |           |           |           |
|  |                                  |                                  | Monaco                           | 0                                | 1                    | 1 |             |             |             |             |  |  |        |        |        |        |  |  |         |         |         |         |  |  |           |           |           |           |
|  |                                  |                                  | Monaco                           | 0                                | 1                    | 1 |             |             |             |             |  |  |        |        |        |        |  |  |         |         |         |         |  |  |           |           |           |           |
|  |                                  |                                  |                                  |                                  |                      |   |             |             |             |             |  |  |        |        |        |        |  |  |         |         |         |         |  |  |           |           |           |           |
|  |                                  |                                  |                                  |                                  |                      |   |             |             |             |             |  |  |        |        |        |        |  |  |         |         |         |         |  |  |           |           |           |           |
|  | Braga                            | 1                                | 1                                | 2                                |                      |   |             |             |             |             |  |  |        |        |        |        |  |  |         |         |         |         |  |  |           |           |           |           |
|  | Braga                            | 1                                | 1                                | 2                                |                      |   |             |             |             |             |  |  |        |        |        |        |  |  |         |         |         |         |  |  |           |           |           |           |
|  |                                  | Rangers (s.h.p.)                 | 0                                | 3                                | 3                    |   |             |             |             |             |  |  |        |        |        |        |  |  |         |         |         |         |  |  |           |           |           |           |
|  | Borussia Dortmund                | Rangers (s.h.p.)                 | 0                                | 3                                | 3                    | 2 | 2           | 4           |             |             |  |  |        |        |        |        |  |  |         |         |         |         |  |  |           |           |           |           |
|  | Borussia Dortmund                |                                  |                                  |                                  |                      | 2 | 2           | 4           |             |             |  |  |        |        |        |        |  |  |         |         |         |         |  |  |           |           |           |           |
|  | Rangers                          | 4                                | 2                                | 6                                |                      |   |             |             |             |             |  |  |        |        |        |        |  |  |         |         |         |         |  |  |           |           |           |           |
|  | Rangers                          | 4                                | 2                                | 6                                | Rangers              | 3 | 1           | 4           |             |             |  |  |        |        |        |        |  |  |         |         |         |         |  |  |           |           |           |           |
|  |                                  |                                  |                                  |                                  | Rangers              | 3 | 1           | 4           |             |             |  |  |        |        |        |        |  |  |         |         |         |         |  |  |           |           |           |           |
|  |                                  |                                  | Red Star Belgrade                | 0                                | 2                    | 2 |             |             |             |             |  |  |        |        |        |        |  |  |         |         |         |         |  |  |           |           |           |           |
|  |                                  |                                  | Red Star Belgrade                | 0                                | 2                    | 2 |             |             |             |             |  |  |        |        |        |        |  |  |         |         |         |         |  |  |           |           |           |           |
|  |                                  |                                  |                                  |                                  |                      |   |             |             |             |             |  |  |        |        |        |        |  |  |         |         |         |         |  |  |           |           |           |           |
|  |                                  |                                  |                                  |                                  |                      |   |             |             |             |             |  |  |        |        |        |        |  |  |         |         |         |         |  |  |           |           |           |           |
|  |                                  |                                  |                                  |                                  |                      |   |             |             |             |             |  |  |        |        |        |        |  |  |         |         |         |         |  |  |           |           |           |           |

### Vòng play-off đấu loại trực tiếp
Lễ bốc thăm cho vòng play-off đấu loại trực tiếp được tổ chức vào ngày 13 tháng 12 năm 2021, lúc 13:00 CET.
Các trận lượt đi được diễn ra vào ngày 17 tháng 2, và các trận lượt về được diễn ra vào ngày 24 tháng 2 năm 2022.
| Đội 1                  | TTS         | Đội 2         | Lượt đi | Lượt về      |
| ---------------------- | ----------- | ------------- | ------- | ------------ |
| Sevilla                | 3–2         | Dinamo Zagreb | 3–1     | 0–1          |
| Atalanta               | 5–1         | Olympiacos    | 2–1     | 3–0          |
| RB Leipzig             | 5–3         | Real Sociedad | 2–2     | 3–1          |
| Barcelona              | 5–3         | Napoli        | 1–1     | 4–2          |
| Zenit Saint Petersburg | 2–3         | Real Betis    | 2–3     | 0–0          |
| Borussia Dortmund      | 4–6         | Rangers       | 2–4     | 2–2          |
| Sheriff Tiraspol       | 2–2 (2–3 p) | Braga         | 2–0     | 0–2 (s.h.p.) |
| Porto                  | 4–3         | Lazio         | 2–1     | 2–2          |

### Vòng 16 đội
Lễ bốc thăm cho vòng 16 được tổ chức vào ngày 25 tháng 2 năm 2022, lúc 12:00 CET.
Các trận lượt đi được diễn ra vào ngày 9 và 10 tháng 3, và các trận lượt về được diễn ra vào ngày 17 tháng 3 năm 2022.
| Đội 1      | TTS | Đội 2               | Lượt đi | Lượt về      |
| ---------- | --- | ------------------- | ------- | ------------ |
| Rangers    | 4–2 | Red Star Belgrade   | 3–0     | 1–2          |
| Braga      | 3–1 | Monaco              | 2–0     | 1–1          |
| Porto      | 1–2 | Lyon                | 0–1     | 1–1          |
| Atalanta   | 4–2 | Bayer Leverkusen    | 3–2     | 1–0          |
| Sevilla    | 1–2 | West Ham United     | 1–0     | 0–2 (s.h.p.) |
| Barcelona  | 2–1 | Galatasaray         | 0–0     | 2–1          |
| RB Leipzig | w/o | Spartak Moscow      | Bị huỷ  | Bị huỷ       |
| Real Betis | 2–3 | Eintracht Frankfurt | 1–2     | 1–1 (s.h.p.) |

Ghi chú
1. 1 2  RB Leipzig đi tiếp vào vòng sau sau khi UEFA đình chỉ Spartak Moscow khỏi mọi giải đấu do cuộc tấn công vào Ukraina của Nga.[20]

### Tứ kết
Lễ bốc thăm cho vòng tứ kết được tổ chức vào ngày 18 tháng 3 năm 2022, lúc 13:30 CET.
Các trận lượt đi được diễn ra vào ngày 7 tháng 4, và các trận lượt về được diễn ra vào ngày 14 tháng 4 năm 2022.
| Đội 1               | TTS | Đội 2     | Lượt đi | Lượt về      |
| ------------------- | --- | --------- | ------- | ------------ |
| RB Leipzig          | 3–1 | Atalanta  | 1–1     | 2–0          |
| Eintracht Frankfurt | 4–3 | Barcelona | 1–1     | 3–2          |
| West Ham United     | 4–1 | Lyon      | 1–1     | 3–0          |
| Braga               | 2–3 | Rangers   | 1–0     | 1–3 (s.h.p.) |

### Bán kết
Lễ bốc thăm cho vòng bán kết được tổ chức vào ngày 18 tháng 3 năm 2022, lúc 13:30 CET, sau khi bốc thăm tứ kết.
Các trận lượt đi được diễn ra vào ngày 28 tháng 4, và các trận lượt về được diễn ra vào ngày 5 tháng 5 năm 2022.
| Đội 1           | TTS | Đội 2               | Lượt đi | Lượt về |
| --------------- | --- | ------------------- | ------- | ------- |
| RB Leipzig      | 2–3 | Rangers             | 1–0     | 1–3     |
| West Ham United | 1–3 | Eintracht Frankfurt | 1–2     | 0–1     |

### Chung kết
Trận chung kết được diễn ra vào ngày 18 tháng 5 năm 2022 tại Sân vận động Ramón Sánchez Pizjuán ở Seville. Một lượt bốc thăm được tổ chức vào ngày 18 tháng 3 năm 2022, sau khi bốc thăm tứ kết và bán kết, để xác định đội "nhà" vì mục đích hành chính.
| Eintracht Frankfurt                        | 1–1 (s.h.p.) | Rangers                                        |
| ------------------------------------------ | ------------ | ---------------------------------------------- |
| - Borré 69'                                | Chi tiết     | - Aribo 57'                                    |
| Loạt sút luân lưu                          |              |                                                |
| - Lenz - Hrustic - Kamada - Kostić - Borré | 5–4          | - Tavernier - Davis - Arfield - Ramsey - Roofe |

## Thống kê
Thống kê không tính đến vòng loại và vòng play-off.

### Các cầu thủ ghi bàn hàng đầu
| Hạng | Cầu thủ             | Đội                 | Số bàn thắng | Số phút đã chơi |
| ---- | ------------------- | ------------------- | ------------ | --------------- |
| 1    | James Tavernier     | Rangers             | 7            | 1320            |
| 2    | Karl Toko Ekambi    | Lyon                | 6            | 583             |
| 2    | Galeno              | Braga Porto         | 6            | 657             |
| 4    | Patson Daka         | Leicester City      | 5            | 416             |
| 4    | Daichi Kamada       | Eintracht Frankfurt | 5            | 1108            |
| 6    | Aleksandr Sobolev   | Spartak Moscow      | 4            | 311             |
| 6    | Victor Osimhen      | Napoli              | 4            | 321             |
| 6    | Arkadiusz Milik     | Marseille           | 4            | 351             |
| 6    | Ciro Immobile       | Lazio               | 4            | 524             |
| 6    | Christopher Nkunku  | RB Leipzig          | 4            | 526             |
| 6    | Borja Iglesias      | Real Betis          | 4            | 556             |
| 6    | Elif Elmas          | Napoli              | 4            | 617             |
| 6    | Moussa Diaby        | Bayer Leverkusen    | 4            | 623             |
| 6    | Mislav Oršić        | Dinamo Zagreb       | 4            | 672             |
| 6    | Alfredo Morelos     | Rangers             | 4            | 680             |
| 6    | Rafael Santos Borré | Eintracht Frankfurt | 4            | 1093            |
| 6    | Ricardo Horta       | Braga               | 4            | 1119            |

### Kiến tạo hàng đầu
| Hạng | Cầu thủ           | Đội                 | Số pha kiến tạo | Số phút đã chơi |
| ---- | ----------------- | ------------------- | --------------- | --------------- |
| 1    | Filip Kostić      | Eintracht Frankfurt | 6               | 1140            |
| 2    | Florian Wirtz     | Bayer Leverkusen    | 4               | 437             |
| 2    | Iuri Medeiros     | Braga               | 4               | 674             |
| 2    | Ricardo Horta     | Braga               | 4               | 1119            |
| 5    | Kelechi Iheanacho | Leicester City      | 3               | 273             |
| 5    | Aleksandr Golovin | Monaco              | 3               | 331             |
| 5    | Andrea Petagna    | Napoli              | 3               | 340             |
| 5    | Mario Götze       | PSV Eindhoven       | 3               | 421             |
| 5    | Angeliño          | RB Leipzig          | 3               | 467             |
| 5    | Sergio Canales    | Real Betis          | 3               | 495             |
| 5    | Victor Moses      | Spartak Moscow      | 3               | 525             |
| 5    | Nabil Fekir       | Real Betis          | 3               | 596             |
| 5    | Moussa Diaby      | Bayer Leverkusen    | 3               | 623             |
| 5    | Pablo Fornals     | West Ham United     | 3               | 714             |
| 5    | Joe Aribo         | Rangers             | 3               | 1111            |
| 5    | Ryan Kent         | Rangers             | 3               | 1143            |

### Đội hình tiêu biểu của mùa giải
Nhóm nghiên cứu chiến thuật của UEFA lựa chọn các cầu thủ sau đây vào đội hình tiêu biểu của giải đấu.
| VT | Cầu thủ             | Đội                 |
| -- | ------------------- | ------------------- |
| TM | Kevin Trapp         | Eintracht Frankfurt |
| HV | Craig Dawson        | West Ham            |
| HV | Martin Hinteregger  | Eintracht Frankfurt |
| HV | Calvin Bassey       | Rangers             |
| TV | James Tavernier     | Rangers             |
| TV | Konrad Laimer       | RB Leipzig          |
| TV | Declan Rice         | West Ham            |
| TV | Filip Kostić        | Eintracht Frankfurt |
| TĐ | Christopher Nkunku  | RB Leipzig          |
| TĐ | Rafael Santos Borré | Eintracht Frankfurt |
| TĐ | Ryan Kent           | Rangers             |

### Cầu thủ xuất sắc nhất mùa giải
- Filip Kostić  ( Eintracht Frankfurt)[1]

### Cầu thủ trẻ xuất sắc nhất mùa giải
- Ansgar Knauff  ( Eintracht Frankfurt)[26]